# 진실
진실(眞實) 또는 참은 사실, 거짓이 아닌, 왜곡이나 은폐나 착오를 모두 배제했을 때에 밝혀지는 바를 말한다.
"부분으로서의 사실. 그리고 진실이 명확하지 않은 상황에 진실의 후보로서 존재하는 것들은 여러 개가 있을 수 있지만, 엄밀한 의미의 진실은 하나 밖에 없다"
진실은 탐구되는 과정에서 필연적으로 사실에 대한 사람의 평가(진위)를 따르기에 자주 신념이나 신의와 관련 지어진다. 그러한 의미의 진실은 칸트가 말하는 "권리 문제"이다. 사실과 진실은 인정이 필요하다. 재판소의 "사실 인정"에는 칸트가 말한 사실 문제의 인식뿐 아니라, 같은 권리 문제에 있어서의 인정을 수반한다.
권리 문제의 분류에서 진실에 대한 추정은 사람에 따라 인식(인정)이 다른 것이 보통이다. 그러나 사실 문제의 분류에서, 1 개라고 흔히 생각하는 것도, 뜻이 하나만 있는 것은 아니라고 여겨진다.
일반적인 의미로는, 인식의 주체와 객체에 대해서 생각해 보면, 현실은 주체에서 본 객체에 대한 시점의 문제이며, 실재는 주체로부터 분리된 객체로서의 존재이며, 현상은 주체가 인식한 객체이며, 또 존재는 현상에 의해 이루어진다.
그러므로 주체는 현상에 의해 이뤄지지 않는 것을 존재로서 인식하지 못한다. 이러한 말을 칸트는 물자체로 가정했다.
철학이나 사상으로의 의미는 진리를 참조하라.

## 학문의 대상으로서의 진실
학문은 진실을 탐구하는 행위이다. 진실의 내용이 아닌 것의 범주를 따져서 학문의 대상인 것과 학문의 대상이 아닌 것을 구분하여야 한다. 종교적인 진리는 진실에서 제외되며, 개인적인 확신의 표명에 지나지 않는 신념이나 객관적인 타당성이 입증되기 어려운 이념도 학문의 소관사는 아니다. 진실은 검증 가능한 객관적 사실에 근거를 둔다. 그러나 사실 자체만으로는 진실이기에 부족하다. 사실은 학문을 하는 데 필요한 자료에 지나지 않는다. 사실들의 상관관계에 어떤 원리가 있는 것을 발견해야 비로소 학문에서 탐구하는 진실에 이른다고 할 수 있다.

## 같이 보기
- 사실
- 진리
- 현실
- 현상
- 실재
- 존재
- 실체
- 물자체
- 실존
- 불확정성 원리
- 튜링 기계의 정지 문제